# Landonvillers
Landonvillers (prononcé : /lɑ̃dɔ̃vije/) est une ancienne commune française du département de la Moselle, en région Grand-Est. Elle est rattachée à celle de Courcelles-Chaussy depuis 1973 avec le statut de commune associée.
Dans le canton de Pange, dans l’arrondissement de Metz, cette petite commune de 400 habitants (2017) possède un château imposant le village, construit au XVIe siècle par Thomas le Chat et toujours habité en 2020 par un psychothérapeute et écrivain, qui a réuni une collection unique en Europe d’icônes anciennes couvrant principalement la période du XVIe siècle au XIXe siècle en France. Le domaine du château est inscrit au titre des monuments historiques par arrêté du 13 février 1997.

## Géographie

### Situation géographique
Landonvillers se trouve dans le pays messin à 30 km de Metz et à 3,5 km de Courcelles-Chaussy.
Au niveau routier, ce village se situe sur la route D  71, relié au nord par la route D 67, jusqu’à la D 999 ; l’autoroute A4 passe non loin de Landonvillers, au nord.

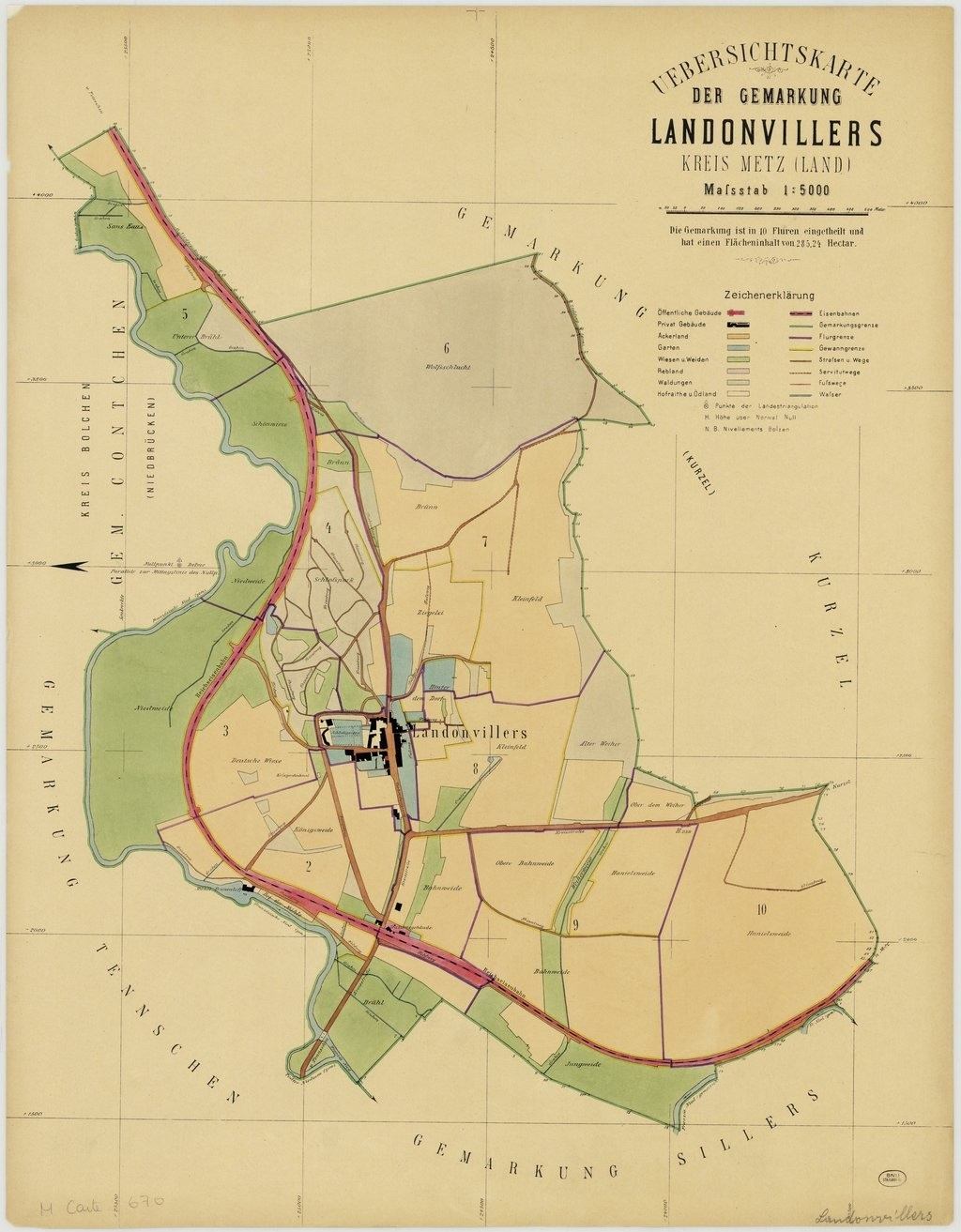
Plan cadastral de Landonvillers en 1896.

### Topographie
Landonvillers se situe à environ 220 mètres au-dessus du niveau de la mer et le point culminant le plus proche est celui dans la forêt de Courcelles-Chaussy, à 310 mètres au-dessus du niveau de la mer.

### Hydrographie
Le territoire de Landonvillers est traversé par la Nied française, qui coule du sud vers le nord, le village est situé sur sa rive droite.

### Climat
Semblable à celui de Metz, Landonvillers est de type océanique dégradé avec une nuance continentale assez marquée. Comparés avec ceux de l’Ouest de la France, les écarts de température entre l’hiver et l’été tendent à devenir plus importants. Les hivers sont relativement froids, les étés relativement chauds, et les précipitations sont à peu près bien réparties toute l’année.

## Toponymie
- Anciens noms[1],[2] : Landonvilleirs (1287), Landwiler (1289), Ladonviller (1361), Landewilre (1460), Landonuiller (1481), Landwiller (1542), Landonviller (1756), Landonvillers (1793), Landonville (bull. des Lois 1801).
- En allemand : Landdroff[2], Landendorf et Landenweiler (1871-1918), Ladenweiler (1941-1944).

## Histoire
Après 1633, Landonvillers a dépendu du bailliage de Metz, une division administrative des Trois-Évêchés.
En 1682, ce village dépendait de la seigneurie de Mengen et à ce titre de la baronnie de Raville et du comté de Créhange. À la même époque, il y avait en outre à Landonvillers une seigneurie, franc-alleu mouvant du roi de France, qui était le siège d’une justice haute, moyenne et basse.
Sur le plan spirituel, ce village était une annexe de la paroisse de Courcelles-Chaussy.
La commune de Landonvillers fit partie du canton des Étangs en 1790, elle passa dans celui de Varize sous l’organisation de l’an III, puis dans le canton de Pange en 1802.

### Château de Thomas le Chat

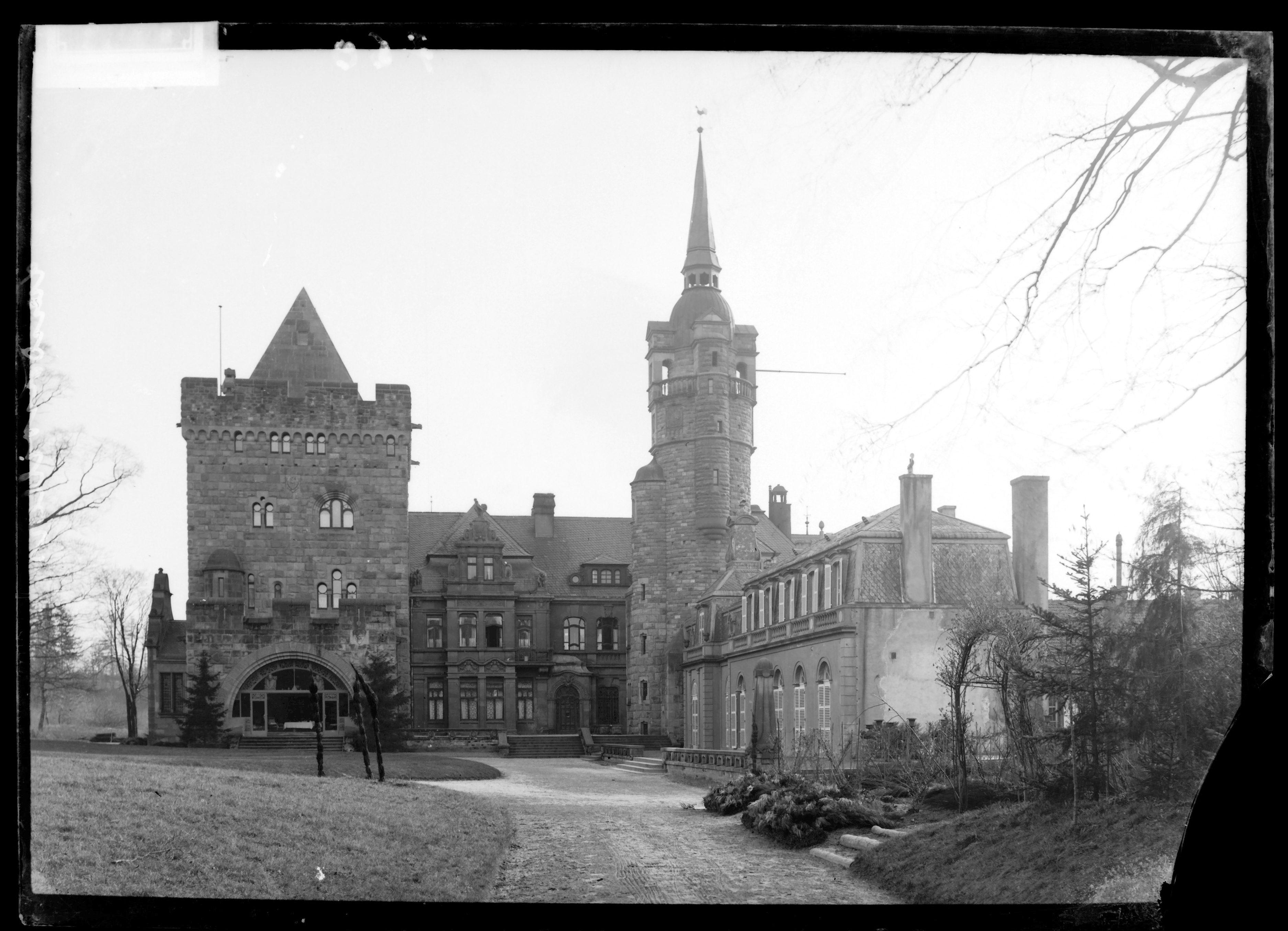
Le château de Landonvillers en 1935.

Le château de Landonvillers fut construit au XVIe siècle, par Thomas le Chat, seigneur de Landonvillers, dans un style Renaissance. Dans la seconde moitié du XVIIIe siècle, le château du seigneur fut légué à la famille de Ménonville. Il abrite au cours des siècles, et jusqu'à la Révolution, de nombreuses familles nobles. C’est ainsi, qu’au XIXe siècle, François Louis de Saint-Blaise attribua son blason « d’azur et d’argent » à Landonvillers. Le manoir est rebâti en 1873 dans le style du XVIIIe siècle classique français par Charles-Joseph de Bouteiller, député et adjoint au maire de Metz, qui prend possession du château et y aménage un parc avec des arbres rares en Europe. Le Dr Jean von Haniel, notable allemand rachète la demeure en 1891 et s’y installe en 1895. Après une visite des travaux de restauration du château du Haut-Koenigsbourg en Alsace, Jean von Haniel demande à l’architecte de l’empereur Guillaume II, Bodo Ebhardt, de lui ériger un grand donjon d'habitation carré et un beffroi élancé culminant à 50 mètres. Le château est radicalement transformé entre 1903 et 1905 : un important bâtiment est ajouté côté rue. Cette demeure propose les styles les plus caractéristiques de l’art allemand : roman, gothique tardif, Renaissance, style wilhelmien et Jugendstil. Durant la Première Guerre mondiale, l’édifice fut abandonné, mais fut ensuite acheté par un grand aviateur français, François de Marmier, qui tenta de transformer le domaine en une exploitation agricole moderne. Mais la santé de l’aviateur commença à décliner, et il dut vendre le château. En 1932, date à laquelle l'aviateur mourut, le château a été racheté par Les Hospices civils de Metz, mais progressivement abandonné. Celui-ci servit d’école de plein air, de quartier général aux belligérants durant la Seconde Guerre mondiale, d’abri pour les moutons et de salle des fêtes ; mais le château fut ensuite abandonné. Aujourd’hui, le château est redevenu une propriété privée, entièrement rénovée, habité par Norbert Vogel, psychothérapeute et écrivain, qui a acheté la demeure en 1993. Le propriétaire a réuni une collection unique en Europe d’icônes anciennes couvrant principalement la période du XVIe siècle au XIXe siècle : le château est devenu le premier musée d’icônes de France,.
Le domaine du château est inscrit au titre des monuments historiques par arrêté du 13 février 1997.

### Voie de chemin de fer
Le 27 août 1868, un chemin de fer fut mis à disposition reliant des communes entre eux[pas clair]. Des années plus tard[Quand ?], la voie ferrée est prolongée, et est rattachée à Landonvillers. La ligne de train fut surtout connue pour le transport de l'empereur Guillaume II, vers la commune de Landonvillers[Quand ?]. Puis la voie fut déclassée, et les rails démontés. Le sort de la gare fut différent : elle fut convertie en simple habitation.

### École de plein air

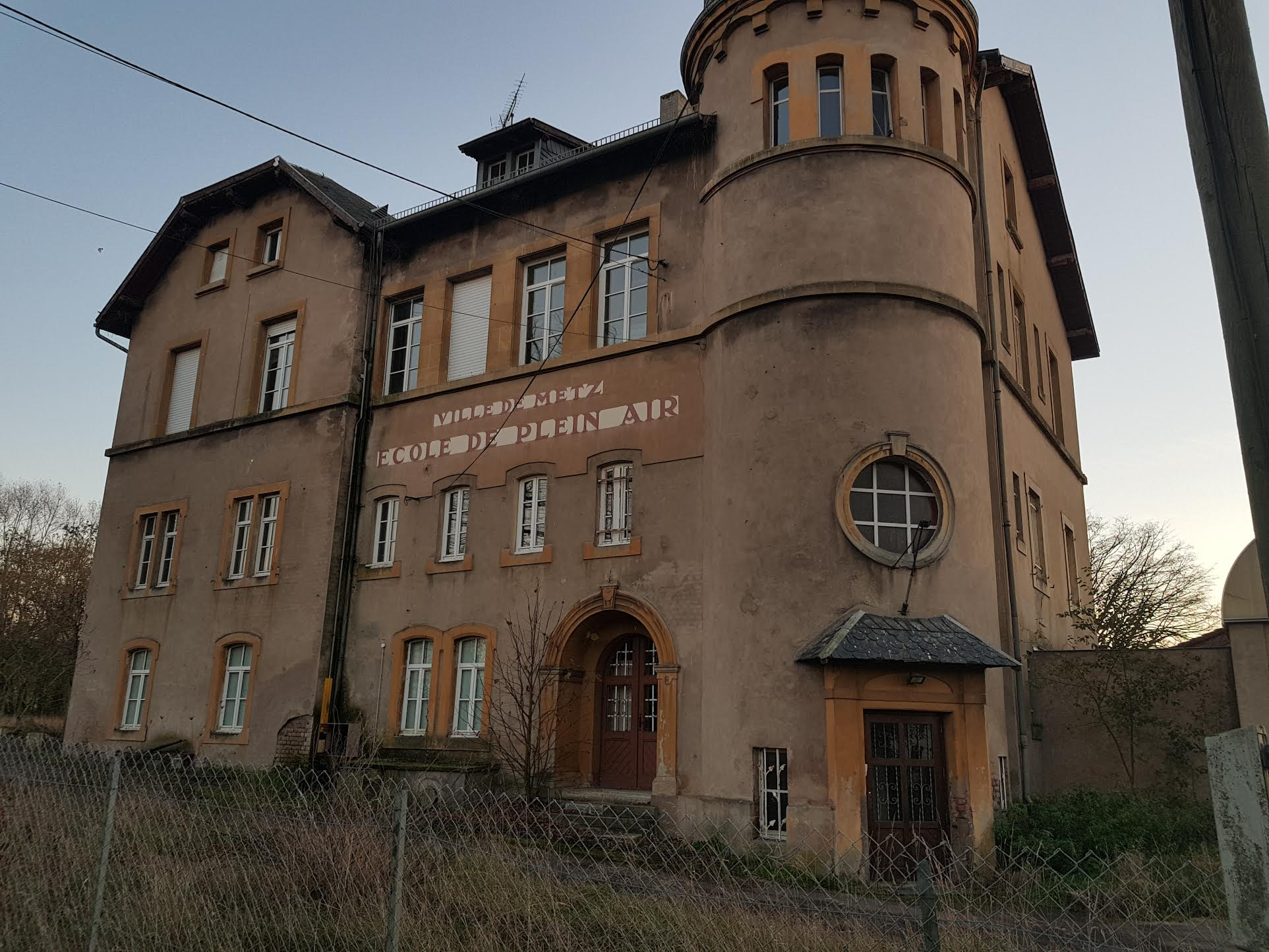
L’école de plein air.

L’école de plein air de Landonvillers fut bâtie pour les enfants de Metz atteints de tuberculose ou d’autres problèmes de santé (exemples : vie dans des logements insalubres, malnutrition). Le plein air devait permettre aux enfants d'évoluer dans un environnement sain, pour se développer correctement ; la meilleure alimentation proposée, à rattraper les manques qu'ils avaient subi auparavant. Lors de la Seconde Guerre mondiale, l’établissement subit des occupations diverses. Après la guerre, la fonction de l'accueil d'enfants fut rétablie, mais l'objectif avait quelque peu changé : dans les années 1960, l’école était destinée aux enfants messins provenant de milieux sociaux défavorisés. En 2015, l’établissement est définitivement fermé et mis en vente par la ville de Metz.

## Démographie
| 1793 | 1800 | 1806 | 1821 | 1836 | 1841 | 1861 | 1866 | 1872 |
| ---- | ---- | ---- | ---- | ---- | ---- | ---- | ---- | ---- |
| 161  | 143  | 191  | 196  | 176  | 180  | 145  | 153  | 138  |

| 1875 | 1880 | 1885 | 1895 | 1900 | 1905 | 1911 | 1921 | 1926 |
| ---- | ---- | ---- | ---- | ---- | ---- | ---- | ---- | ---- |
| 138  | 148  | 158  | 135  | 135  | 168  | 133  | 98   | 99   |

| 1931 | 1936 | 1946 | 1954 | 1962 | 1968 | - | - | - |
| ---- | ---- | ---- | ---- | ---- | ---- | - | - | - |
| 91   | 126  | 85   | 88   | 78   | 81   | - | - | - |

## Administration et diplomatie

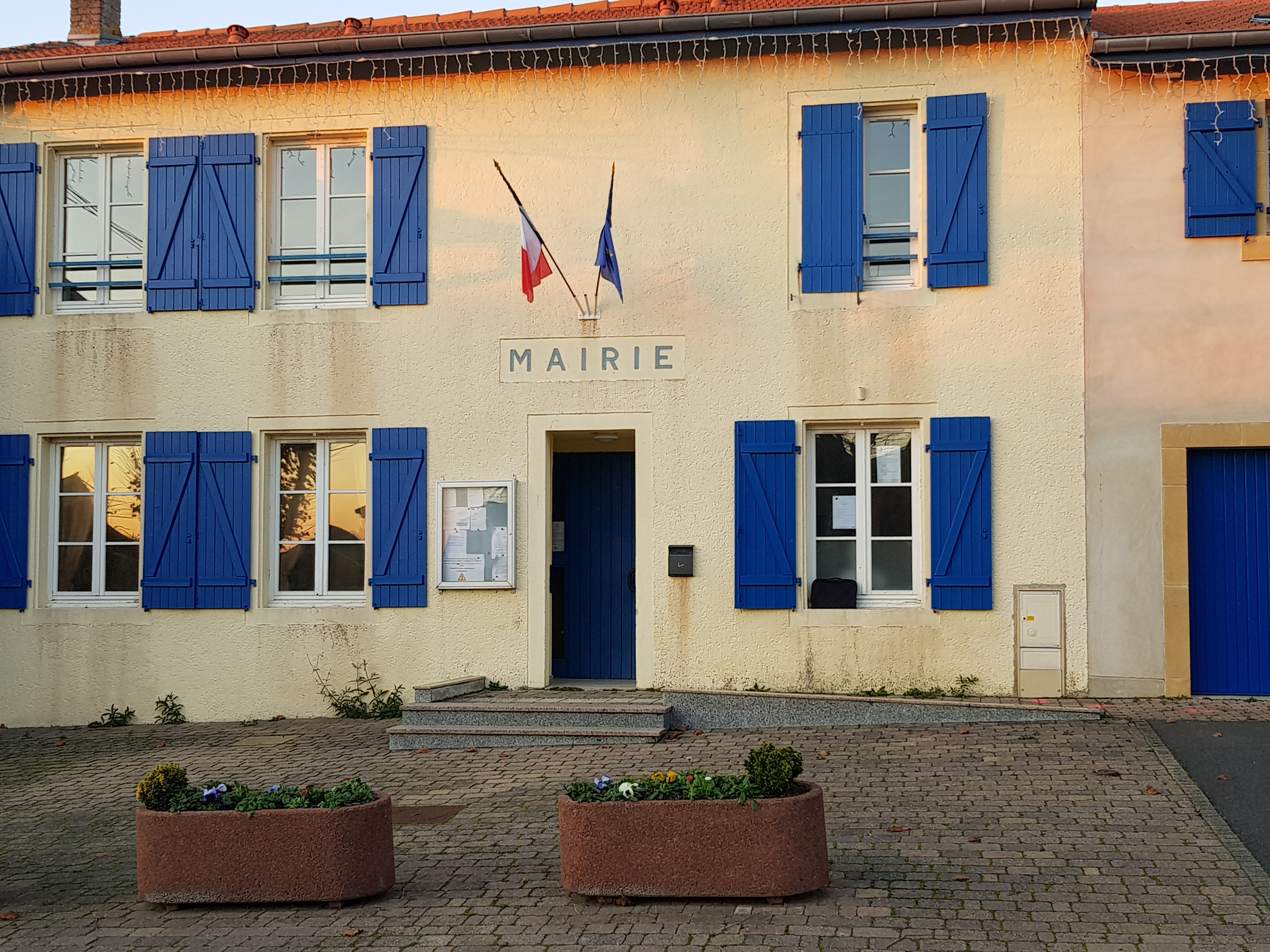
Mairie de Landonvillers.

Depuis le 1er janvier 1973, Landonvillers n’a plus le statut de commune et est rattaché à la commune de Courcelles-Chaussy. En France, le statut de commune associée a été institué par la loi de fusion-association, dite « Loi Marcelin » du 16 juillet 1971, sur les fusions et regroupements de communes. Cette loi visait à l’époque à réduire le nombre de communes sur le territoire Français, qui compte plus de 36 000 communes en 2012. Globalement, plus de 1 000 communes ont appliqué cette loi et seulement 9 communes en Moselle, dont Landonvillers. C’est par un arrêté préfectoral datant du 29 décembre 1972, que la fusion-association de Landonvillers et Courcelles-Chaussy fut actée. Cette fusion-association permet que le territoire et la dénomination de Landonvillers soient maintenus en qualité de commune associée. 
En 2012, Le conseil municipal de Courcelles-Chaussy et de Landonvillers compte au total 23 élus, parmi lesquels 3 ont été directement élus par les habitants de Landonvillers.

### Maires de Landonvillers
| Période                                  | Période | Identité            | Étiquette | Qualité |
| ---------------------------------------- | ------- | ------------------- | --------- | ------- |
| an VIII                                  |         | Jean Nicolas Besses |           |         |
| Les données manquantes sont à compléter. |         |                     |           |         |

| Période                                  | Période  | Identité       | Étiquette | Qualité |
| ---------------------------------------- | -------- | -------------- | --------- | ------- |
| mars 1995                                | 2011     | Michel Gali    |           |         |
| 2011                                     | En cours | Etienne Lognon |           |         |
| Les données manquantes sont à compléter. |          |                |           |         |

## Héraldique
| Blason de Landonvillers | Blason  | D'azur au chevron écimé d'argent accompagné en chef de deux étoiles et en pointe d'une ancre posée en barre, le tout du même. |
| Blason de Landonvillers | Détails | |